# Cot Keutapang (Peudada)
Cot Keutapang is een bestuurslaag in het regentschap Bireuen van de provincie Atjeh, Indonesië. Cot Keutapang telt 317 inwoners (volkstelling 2010).